# Allegheny-beeksalamander
De Allegheny-beeksalamander (Desmognathus ochrophaeus) is een salamander uit de familie longloze salamanders (Plethodontidae).

## Naamgeving
De soort werd voor het eerst wetenschappelijk beschreven door Edward Drinker Cope in 1859. Oorspronkelijk werd de wetenschappelijke naam Desmognathus ochrophaea gebruikt.

## Uiterlijke kenmerken
De huid is donkergrijs gemarmerd, de poten zijn bruin tot rood van kleur. De salamander heeft een lang, slank lichaam, uitpuilende ogen en een lange, rolronde staart. De lichaamslengte bedraagt 7 tot 11 cm.

## Leefwijze
Het voedsel van dit nachtactieve, terrestrische dier bestaat uit insecten en ander klein gedierte. Overdag en in de winter bevinden ze zich ondergronds. Ze zijn meestal actief na regen. Ze worden beschermd door een giftige afscheiding. Als ze ondanks deze bescherming toch worden aangevallen, dan werpen ze de staart af.

## Voortplanting
Het mannetje verspreid een feromoon over de huid van het vrouwtje om haar te stimuleren voor de paring. Hij heeft ook een gespecialiseerd gebit, waarmee hij haar huid bekrast. Een legsel bestaat meestal uit 12 tot 20 eieren, die worden afgezet onder een boomstronk of ondergronds en worden bewaakt door het vrouwtje totdat ze uitkomen. De ontwikkeling van de larven vindt plaats in beken.

## Verspreidingsgebied
Deze soort komt voor in het oostelijke deel van de Verenigde Staten.